# Истребители (фильм, 2014)
Истребители (фр. Les Combattants) — французский фильм режиссёра Тома Кайе 2014 года. Фильм получил 4 награды 67-го Каннского кинофестиваля, 3 награды премии «Сезар» и ряд других кинопремий.

## Сюжет
Лето в маленьком городке в юго-восточной Франции. Жизнь юноши Арно протекает тихо и спокойно. Его родители хотят, чтобы парень занимался семейным бизнесом, но ему это не интересно, он любит большую часть времени проводить с друзьями. Однажды судьба сводит его с Мадлен, и всё меняется. Она непростая девушка, требовательна к себе и другим, любит выискивать всевозможные приключения и наслаждаться каждой минутой своей жизни. А ещё она закаляет себя спортом, стремясь попасть в армию. Именно своим жизнелюбием Мадлен и соблазнила Арно. Теперь его мысли только о Мадлен. Забыв обо всём, он не отступает от девушки ни на минуту, идёт всегда за ней и участвует во всех её самых непредсказуемых авантюрах.

## В ролях
| Актёр              | Роль              |
| ------------------ | ----------------- |
| Адель Анель        | Мадлен            |
| Кевин Азаис        | Арно              |
| Антуан Лоран       | Ману              |
| Брижит Роюан       | Хелен             |
| Уильям Лебгиль     | Ксавье            |
| Николас Ваншицький | лейтенант Шлиффер |
| Фридерик Пеллегей  |                   |